# Cecilia Motzo Dentice d'Accadia
Cecilia Motzo Dentice d'Accadia (Napoli, 1893 – Napoli, 1981) è stata una pedagogista, scrittrice e filosofa italiana.
Appartenente alla famiglia aristocratica dei Dentice è stata la prima donna italiana a vincere una cattedra di Storia della filosofia. 
Ha insegnato all'Università di Cagliari e poi pedagogia all'Università di Napoli, innovandone gli studi e la ricerca, oltre che nel settore storico-pedagogico, anche in quello teorico ed istituzionale.

## Biografia
In gioventù si dedicò allo studio dei filosofi Schleiermacher, Kant e Campanella, ai quali dedicò alcuni saggi. Successivamente collaborò con Giovanni Gentile e Giuseppe Lombardo Radice allo sviluppo della riforma scolastica portata avanti dal fascismo. 
Fu figura di spicco della AS.PE.I (Associazione Pedagogica Italiana), mantenendone la presidenza nazionale per molti anni.

## Opere

### Saggi
- Tommaso Campanella (1900)
- Il razionalismo religioso di E.Kant (1920)
- La religione di Tommaso Campanella (1921)
- Il preilluminismo (1927)
- Le radici storiche del libero pensiero (1928)
- Intorno alla storia della filosofia in Italia nel settecento (1931)
- Nel periodo greco-romano e medioevale (1948)
- Schleiermacher (1949)
- Tomismo e machiavellismo nella concezione politica di Tommaso Campanella (1949)
- Il valore storico del Rinascimento (1951)
- Il problema della storia nella filosofia di B. Croce (1953)
- La formazione professionale alla luce della tradizione umanistica (1959)
- L'educazione nella storia del pensiero : storia della filosofia e pedagogia per gli istituti magistrali (1960)
- L'adolescenza di Giuseppe Mazzini: conferenza tenuta il 18 dicembre 1955 nell'Aula De Sanctis dell'Università di Napoli (1960).
- Cenni di storia della scienza (1960)
- L'attivismo: indirizzi e problemi (1964)
- L'obbligo scolastico e la nuova scuola media (1965)
- I problemi pedagogici della nuova scuola media (1965)
- Il dibattito tra Croce e Gentile intorno al problema della storia (1966)
- Il concetto della educazione e della pedagogia (1966)
- L'ecumenismo di Campanella (1966)
- L'educazione nella storia del pensiero: storia della filosofia e pedagogia per gli studenti magistrali (1966)
- Formule pedagogige e realtà della scuola (1967)
- Sperimentazione e mistica dell'infanzia nel sistema di Maria Montessori (1971)
- Il pensiero e il metodo di Maria Montessori. Profilo storico-critico (1971)
- Mazzini apostolo dell'educazione (1972)
- Scuola e Democrazia (1973)
- Le arti liberali nella storia della cultura, Società Nazionale di Scienze Lettere e Arti in Napoli, Indice generale degli atti dell'Accademia di Scienze Morali e Politiche (1864-2011), Gianni Editore, Napoli (2012)

### Curatele
- Kant, Critica della ragion pratica; introduzione, traduzione e commento a cura di C. Dentice d'Accadia, Firenze, Vallecchi (1924)
- Monologhi /F. D. E. Schleiermacher; introduzione e traduzione di Cecilia Dentice di Accadia. - Lanciano: R. Carabba (1931)
- I principii della filosofia: (libro 1) cvon estratti dalle meditazioni / Renato Cartesio; introduzione, traduzione e commento di C. Motzo Dentice di Accadia – Bari, Laterza (1946)
- Legislazione scolastica e autonomie; a cura di C. Motzo Dentice d'Accadia, con la collaborazione di Giovanni M.  Bertin ...  [et al.] - Bari, Laterza (1964)
- Emilio / ?di? G.g. Rousseau; introduzione, traduzione e note di C. Motzo Dentice di Accadia (1967)
- Saggio sull'intelletto umano /Giovanni Locke; traduzione, introduzione e note di C. Dentice di Accadia. - Messina (1970)